# 山崎隆義
山﨑 隆義（やまざき たかよし、1891年（明治24年）2月 - 没年不詳）は、日本の内務官僚。大阪府吹田市長。

## 経歴
高知県出身。高知県師範学校を経て、広島高等師範学校を1918年（大正7年）に卒業。鹿児島県女子師範学校、新潟県高田師範学校、佐賀県立佐賀中学校に勤務した。その後、高等文官試験に合格し、1924年（大正13年）より熊本県で視学官、学務課長を務めた。以後、岐阜県地方課長、樺太庁警察部長、茨城県学務部長、和歌山県経済部長、新潟県経済部長を歴任した。
退官後の1940年（昭和15年）より京都市助役、1942年（昭和17年）より吹田市長を務めた。